# Missão de Verificação do Kosovo
A Missão de Verificação do Kosovo (em inglês:  Kosovo Verification Mission - KVM) foi uma missão da Organização para a Segurança e Cooperação na Europa (OSCE) para verificar se as forças sérvias e iugoslavas estavam cumprindo com o Acordo de Outubro da ONU para encerrar as atrocidades em Kosovo, retirar as forças armadas do Kosovo, e respeitar um cessar-fogo.

## Competência
O trabalho da Missão de Verificação do Kosovo foi o de monitorar o cumprimento das partes com o acordo, relatar qualquer violação à OSCE, e ajudar os civis afetados no Kosovo. Outros requisitos incluem:
- relatar em bloqueios de estradas;
- supervisionar eleições;
- garantir que um serviço policial independente e justo fosse criado.[8]

## Retirada
Em março de 1999, houve um aumento das violações do cessar-fogo por ambas as partes; como os riscos aumentaram, foi decidido retirar a Missão de Verificação do Kosovo para Ohrid na Macedônia. A reação das forças iugoslavas para a retirada foi "notavelmente dócil" e a Missão de Verificação do Kosovo foi reduzida para 250 funcionários.
Em seguida, após a saída da missão, as forças estatais começaram uma campanha de assassinatos, estupros, detenções e deportações, da população albanesa do Kosovo.
Refugiados fugiram para a Albânia, Macedônia e Montenegro; muitos refugiados tiveram seus documentos destruídos. Em abril de 1999, a OSCE decidiu que a Missão de Verificação do Kosovo deveria ajudar a lidar com o caos dos refugiado; 70 verificadores foram enviados para Tirana, onde ajudariam a coordenar resposta a desastres e entrevistar refugiados.